# Kailu

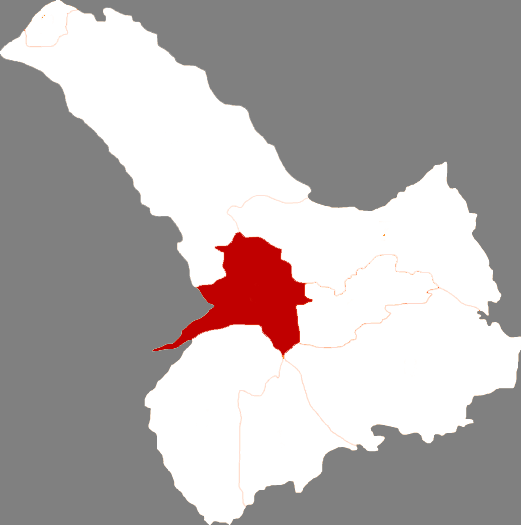
Lage Kailus in Tongliao

Der Kreis Kailu (chinesisch 开鲁县, Pinyin Kāilǔ Xiàn; mongolisch ᠺᠠᠶᠢᠯᠦ ᠰᠢᠶᠠᠨ Ḵayilü siyan) ist ein Kreis der bezirksfreien Stadt Tongliao im Osten des autonomen Gebietes Innere Mongolei im Nordosten der Volksrepublik China. Er hat eine Fläche von 4.488 km² und zählt 390.000 Einwohner (2004). Sein Hauptort ist die Großgemeinde Kailu (开鲁镇).

## Administrative Gliederung
Auf Gemeindeebene setzt sich Kailu aus 16 Großgemeinden, drei Gemeinden und einem Sum zusammen. Diese sind:
- Großgemeinde Kailu (开鲁镇);
- Großgemeinde Beixing (北兴镇);
- Großgemeinde Xinhua (新华镇);
- Großgemeinde Dayushu (大榆树镇);
- Großgemeinde Heilongba (黑龙坝镇);
- Großgemeinde Maixin (麦新镇);
- Großgemeinde Heping (和平镇);
- Großgemeinde Hondlon (坤都岭镇);
- Großgemeinde Jianhua (建华镇);
- Großgemeinde Xiaojieji (小街基镇);
- Großgemeinde Daode (道德镇);
- Großgemeinde Dongfeng (东风镇);
- Großgemeinde Jargalangt (吉日嘎郎吐镇);
- Großgemeinde Donglai (东来镇);
- Großgemeinde Shuanghe (双河镇);
- Großgemeinde Bao’an (保安镇);
- Gemeinde Beiqinghe (北清河乡);
- Gemeinde Xing’an (兴安乡);
- Gemeinde Sankeshu (三棵树乡);
- Sum Yh Tal (义和塔拉苏木).

Auf dem Gebiet von Kailu befindet sich außerdem die Staatsfarm (für Weideviehwirtschaft) Qinghe (清河牧场).